# ملعب النفط
ملعب النفط هو ملعب يستخدم لمباريات كرة القدم لنادي النفط العراقي يقع في بغداد في العراق ويتسع ل3000 متفرج.